# تبة باباغنجة
تبة باباغنجة هي قرية في مقاطعة أرومية، إيران. يقدر عدد سكانها بـ 40 نسمة بحسب إحصاء 2016.